# Armand Niquille
Pour les articles homonymes, voir Niquille.
Armand Niquille, né le 30 mars 1912 à Fribourg, mort le 17 décembre 1996 à Fribourg, est un peintre suisse.

## Biographie
Armand Marius Niquille, originaire de Charmey, est le fils de Césarine Niquille née Barbey, épouse d'Auguste. Enfant illégitime, il semble que le mystère autour de ses origines ait eu une incidence déterminante sur sa création. Il entame une formation artistique en 1927 au Technicum de Fribourg. Dès 1940, il est régulièrement engagé comme restaurateur d'œuvres d'art par le Musée d'art et d'histoire de Fribourg, puis enseigne le dessin au Collège Saint-Michel de 1947 à 1977.
Le 28 mars 1949, il épouse Simone Bluette Amey, née à La Sagne le 18 mars 1916 et décédée à Fribourg le 31 décembre 2001, fille de Marcel Amey et de Rosa Tissot. En tant que spécialiste de la dorure à la feuille, elle confectionnera les cadres des tableaux du peintre.

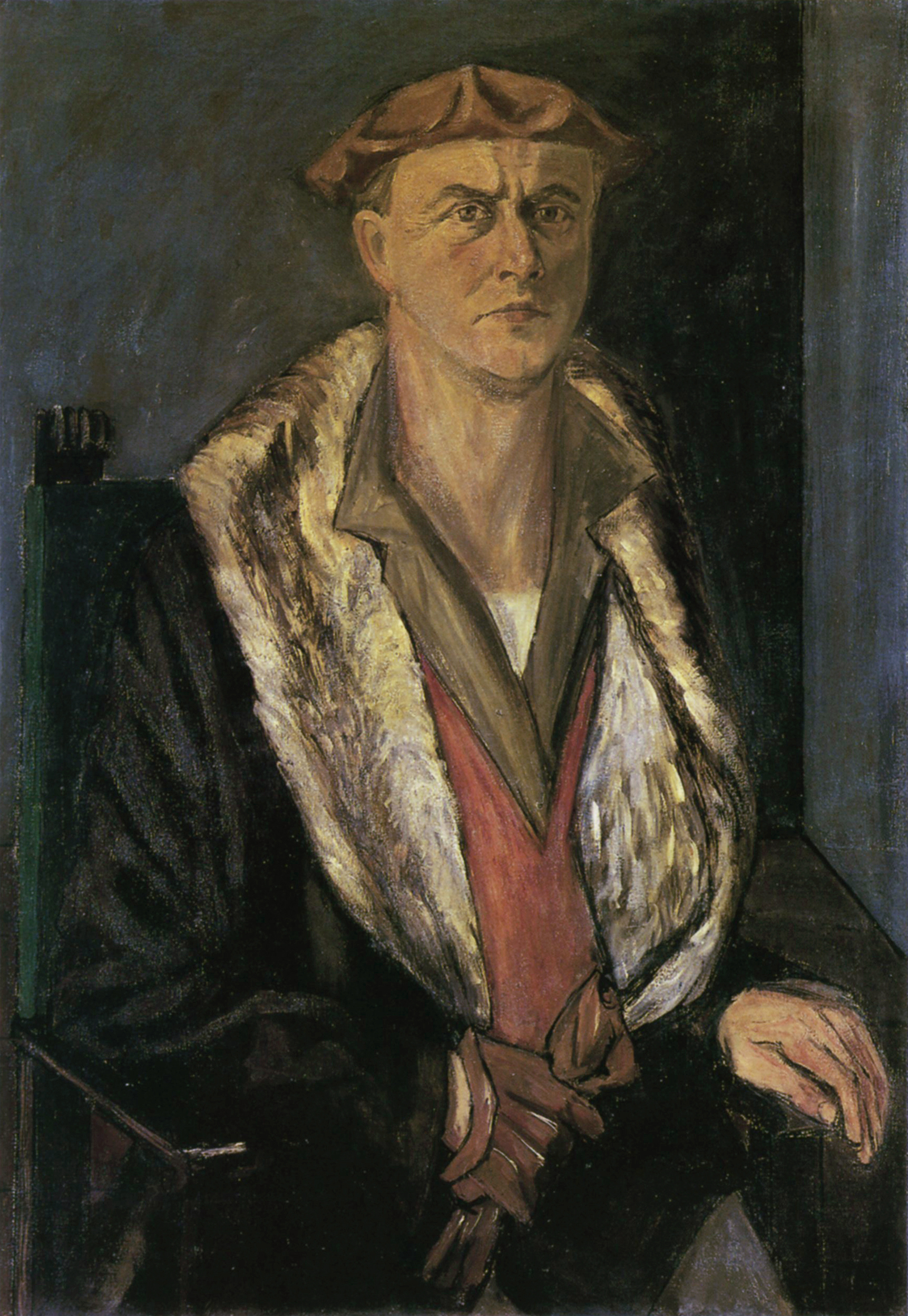
L'Homme aux gants, autoportrait, 1954,

Bien que de caractère discret et humble (certains de ses tableaux sont signés Nihil, « rien »), Armand Niquille sera honoré par plusieurs expositions rétrospectives de son vivant dans le canton de Fribourg. De nombreuses publications de personnalités contemporaines contribueront à sa notoriété.

## Formation artistique
De 1927 à 1931, il suit les cours du Technicum de Fribourg, dans la section arts décoratifs. Ses professeurs sont les peintres Hiram Brülhart, Oscar Cattani, Henri Robert et Oswald Pilloud. Il y apprend la « peinture de chevalet » et découvre les techniques de la peinture à l'huile et a tempera.

Cette formation sera complétée par la fréquentation rapprochée du patrimoine artistique de la région, grâce à une activité de restaurateur d'art, exercée en collaboration avec son épouse : « En redonnant aux œuvres d'autrefois leur vigueur primitive, Niquille a sondé les secrets de leurs auteurs, son propre métier s'est enrichi de procédés (...) Ainsi le peintre a fréquenté constamment l'atelier imaginaire des maîtres fribourgeois (...) ».
Pendant la deuxième guerre mondiale, il fait la connaissance d'artistes réfugiés en Suisse, parmi lesquels Balthus. Ces rencontres encourageront Niquille à persévérer dans sa démarche artistique :
« (...) il y a des gens encore plus rares comme le peintre Balthus. Planté dans la tradition, dans le métier lent et sûr, dans des compositions admirables et sans concessions. Je suis honoré d'avoir été son ami, et il m'a suffisamment influencé pour que j'évite les petites modes printanières qui naissent chaque année au creux des grandes villes. »

Après la guerre, des voyages en France, en Espagne et en Italie parachèvent son éducation esthétique et renforcent son appréciation des maîtres anciens.

## L'œuvre picturale

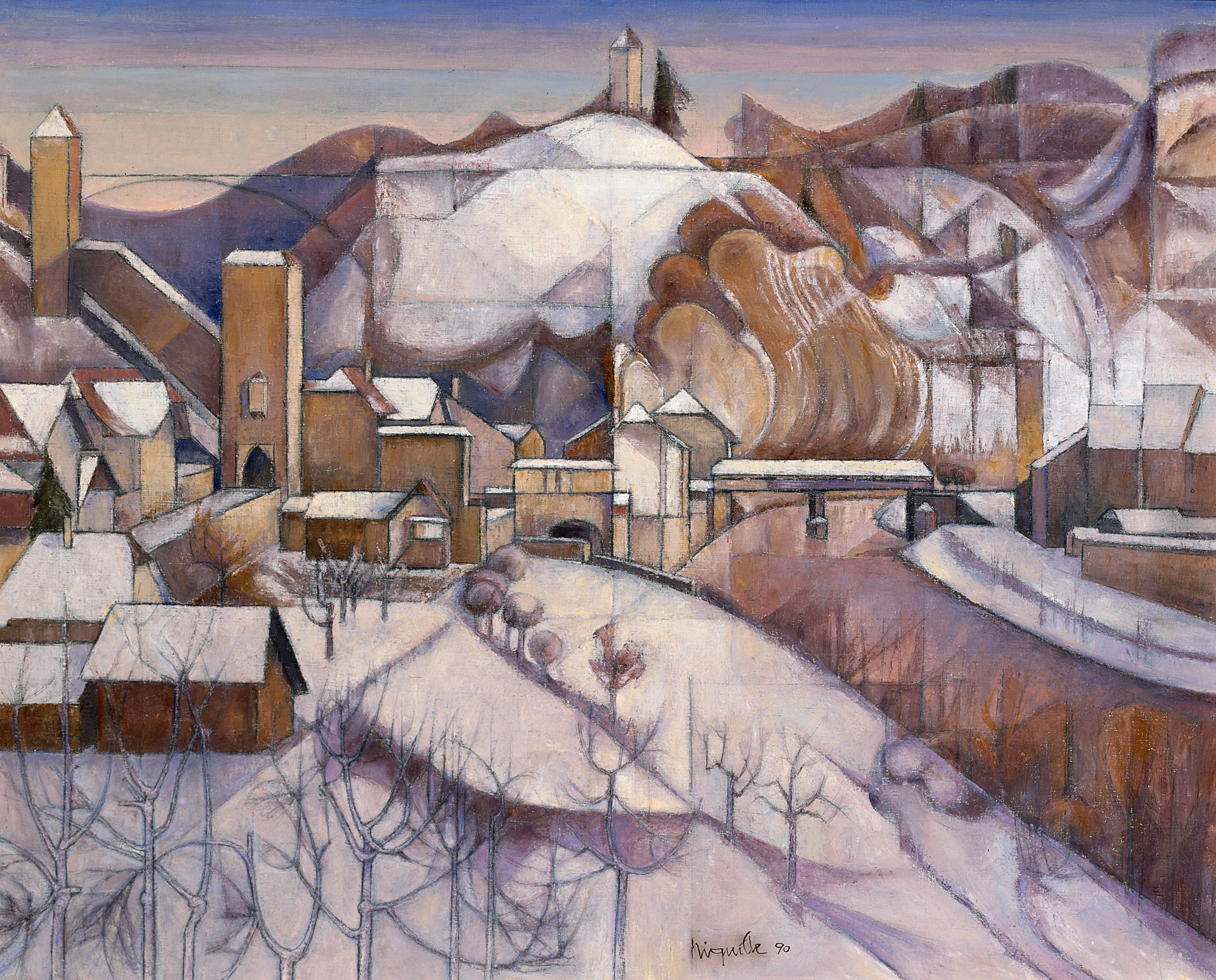
Les Confins du quartier de l'Auge dans la lumière, 1990,

« Je suis un réaliste diurne, et un surréaliste nocturne avec un soubassement impressionniste ».

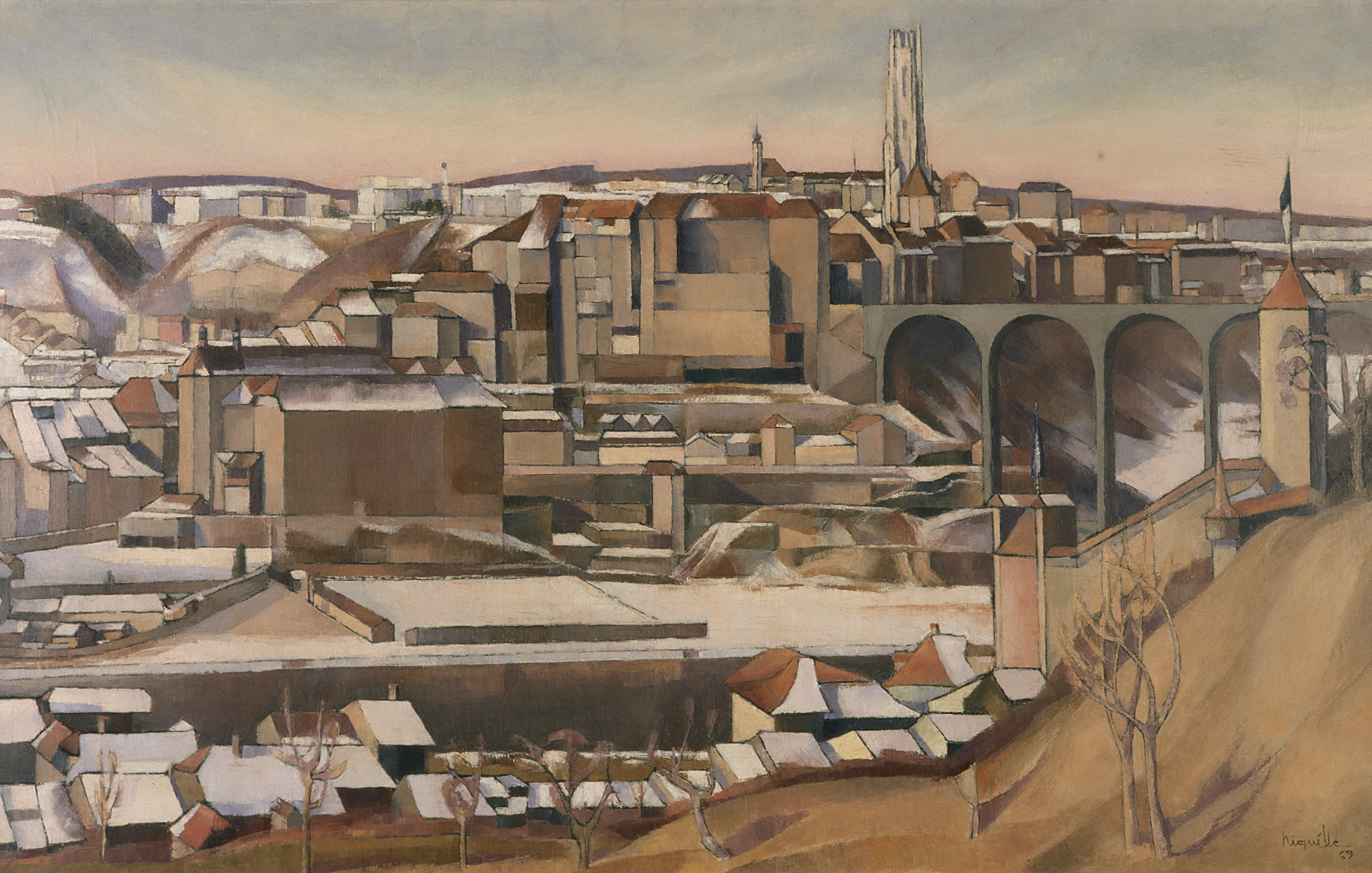
Avant-printemps à Fribourg, 1969,

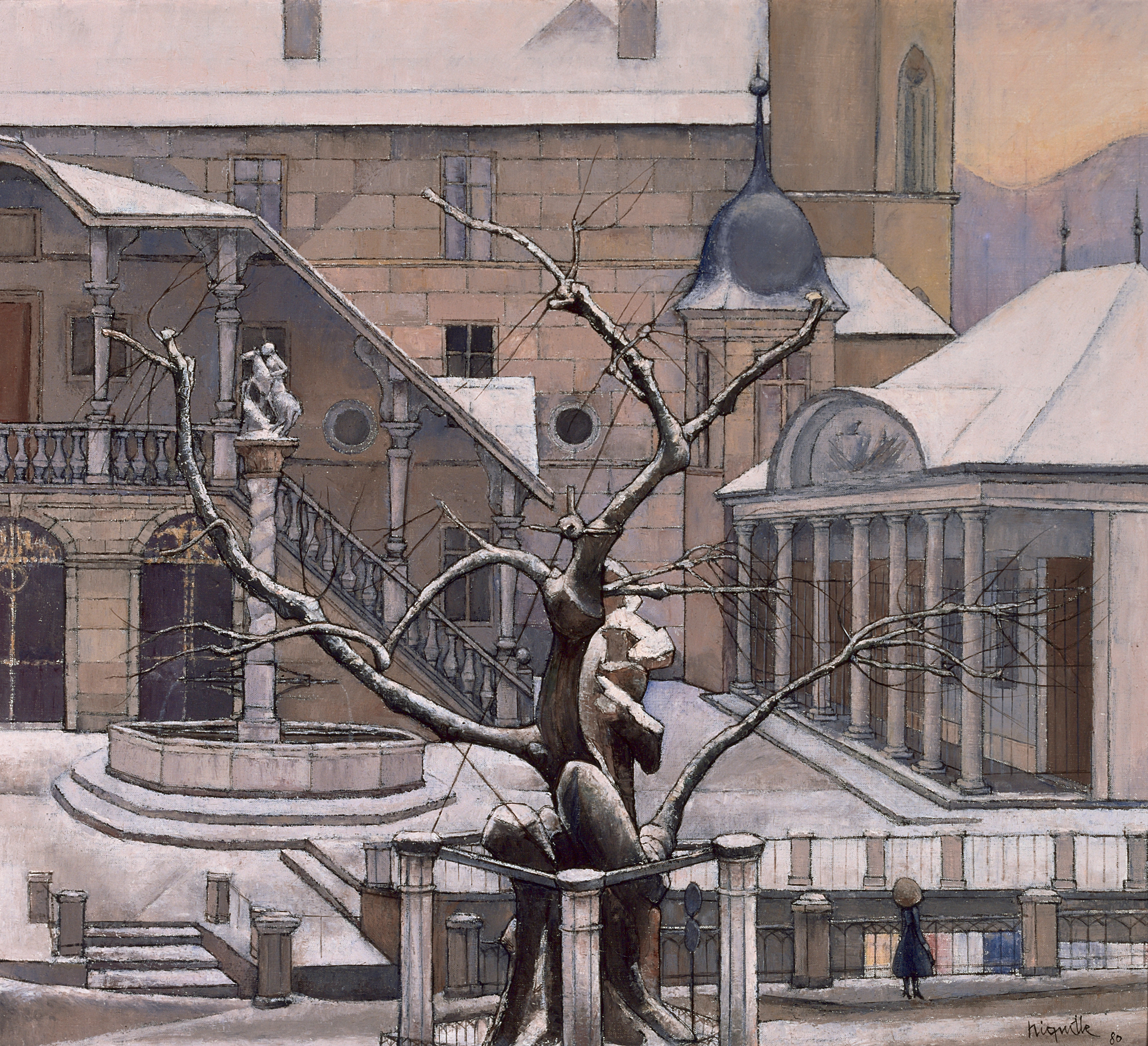
Le Tilleul et la Place de l'Hôtel-de-Ville, 1980,

Dès 1929, et ce jusqu'à sa mort, les mêmes préoccupations traversent la création artistique de Niquille, « un double cheminement » qui conduit la critique à étudier son œuvre en termes de thématiques plutôt qu'en périodes.
Les tableaux dits « diurnes » ont pour sujet la réalité profane. Il s'agit d'une peinture de paysages, en particulier les nombreuses vues de Fribourg.

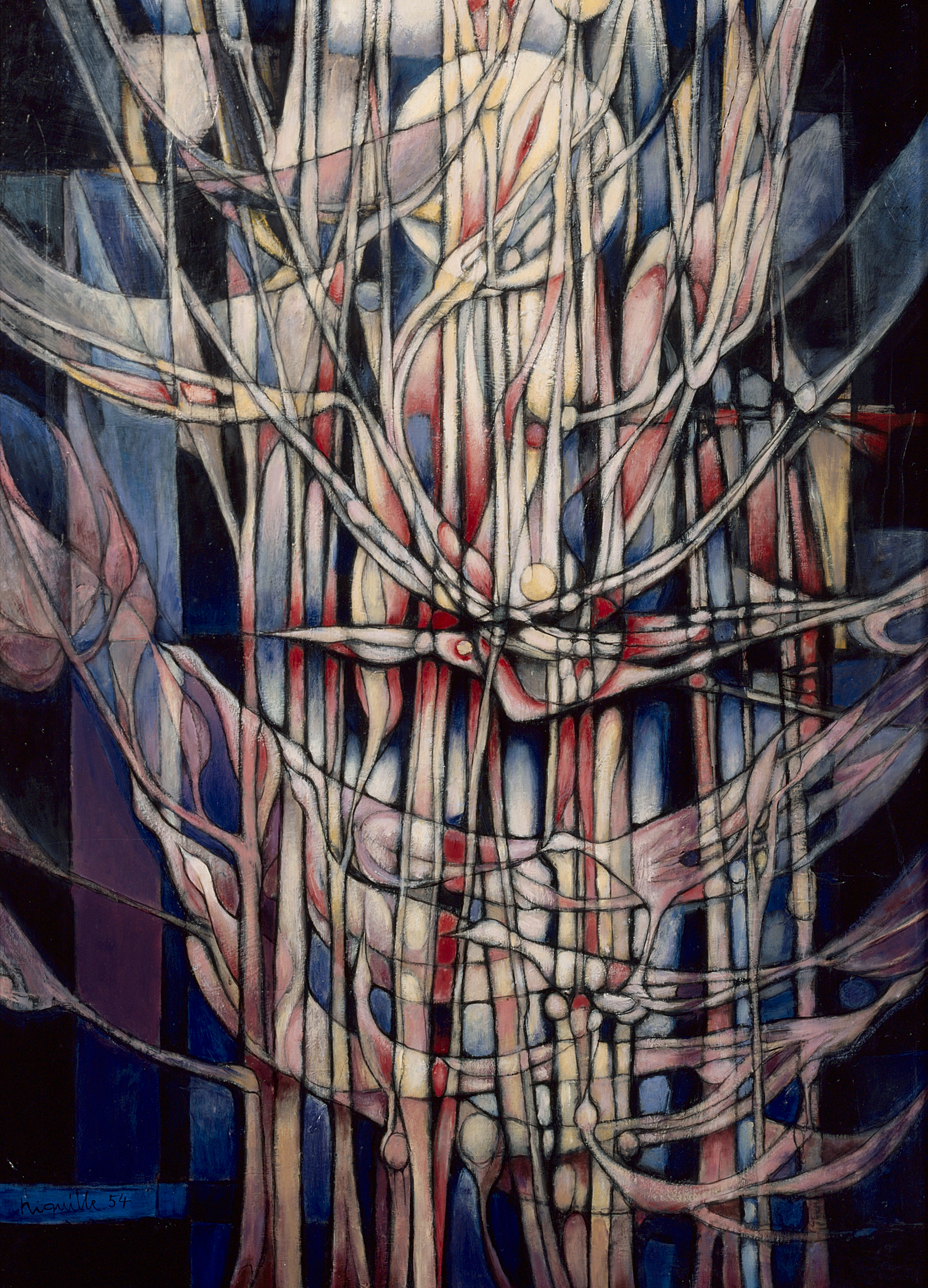
Des oiseaux, des branches et des reflets d'eau dans une nuit de printemps, 1954,

Ces représentations de la ville, lyriques et colorées dans les œuvres de jeunesse, prendront avec la maturité un tour plus dépouillé, voire fantastique, à la recherche d'un absolu géométrique relevant les contrastes entre l'ancien et le moderne, le naturel et le construit au sein de la ville. L'autre pan de la création picturale de Niquille est celui de la peinture nocturne : celle des allégories mystiques, des réflexions personnelles autour des mystères de la foi, parfois inspirées par la littérature chrétienne. Ces toiles s'approchent davantage de l'abstraction et portent souvent au dos des commentaires écrits par le peintre et faisant partie intégrante de l'œuvre.

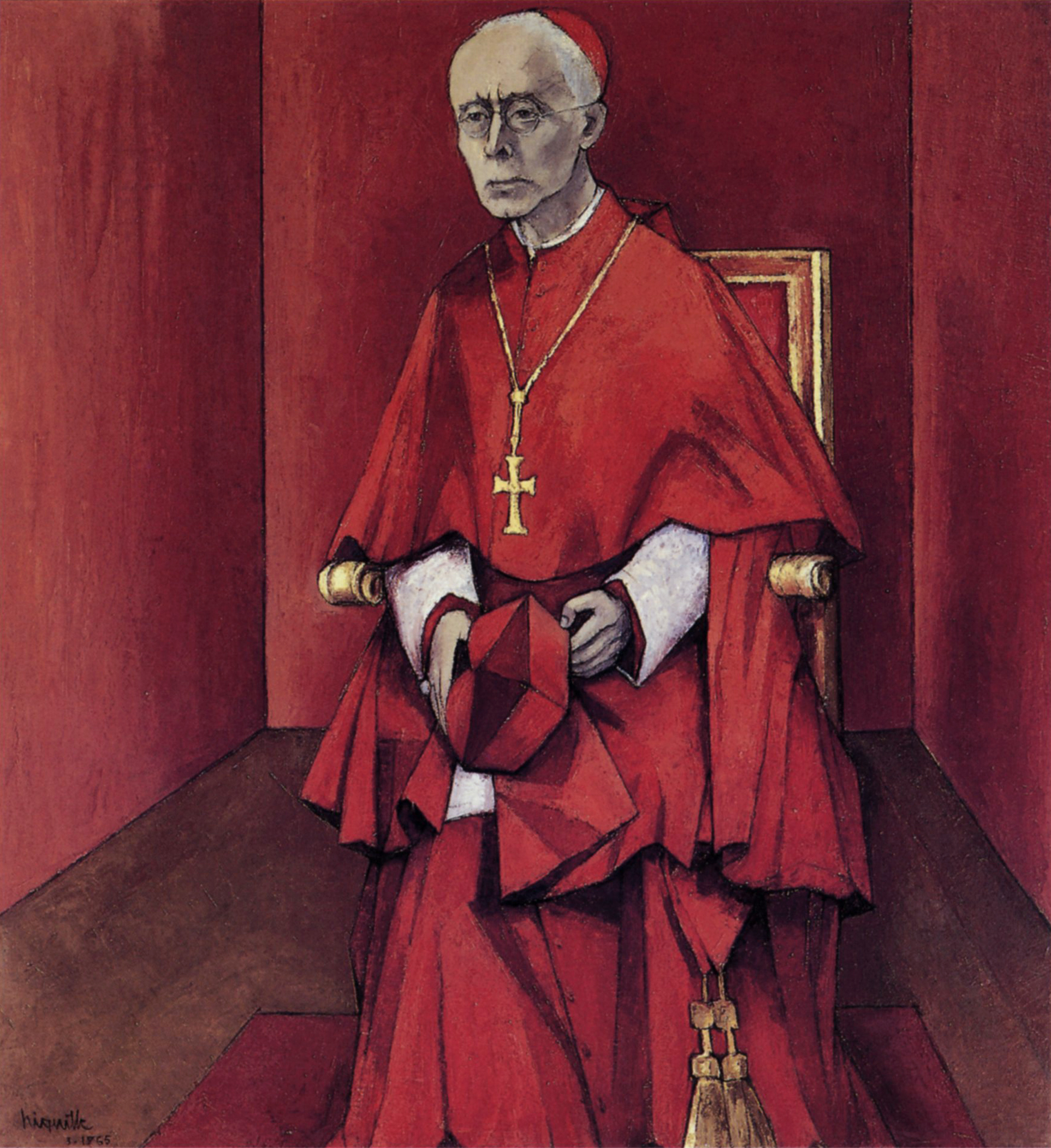
Le Cardinal, 1965,

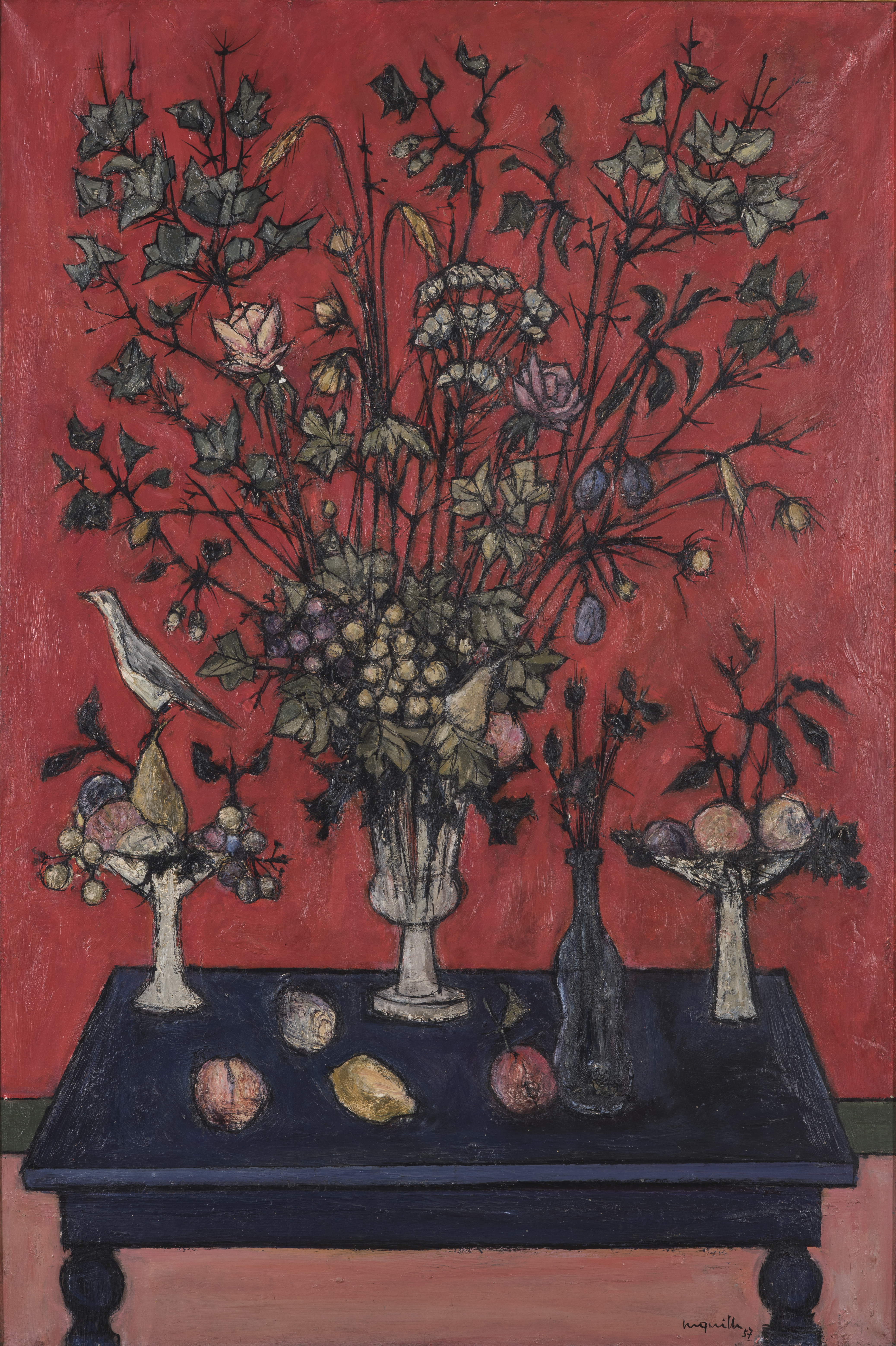
Bouquet rouge sur fond rouge, 1957,

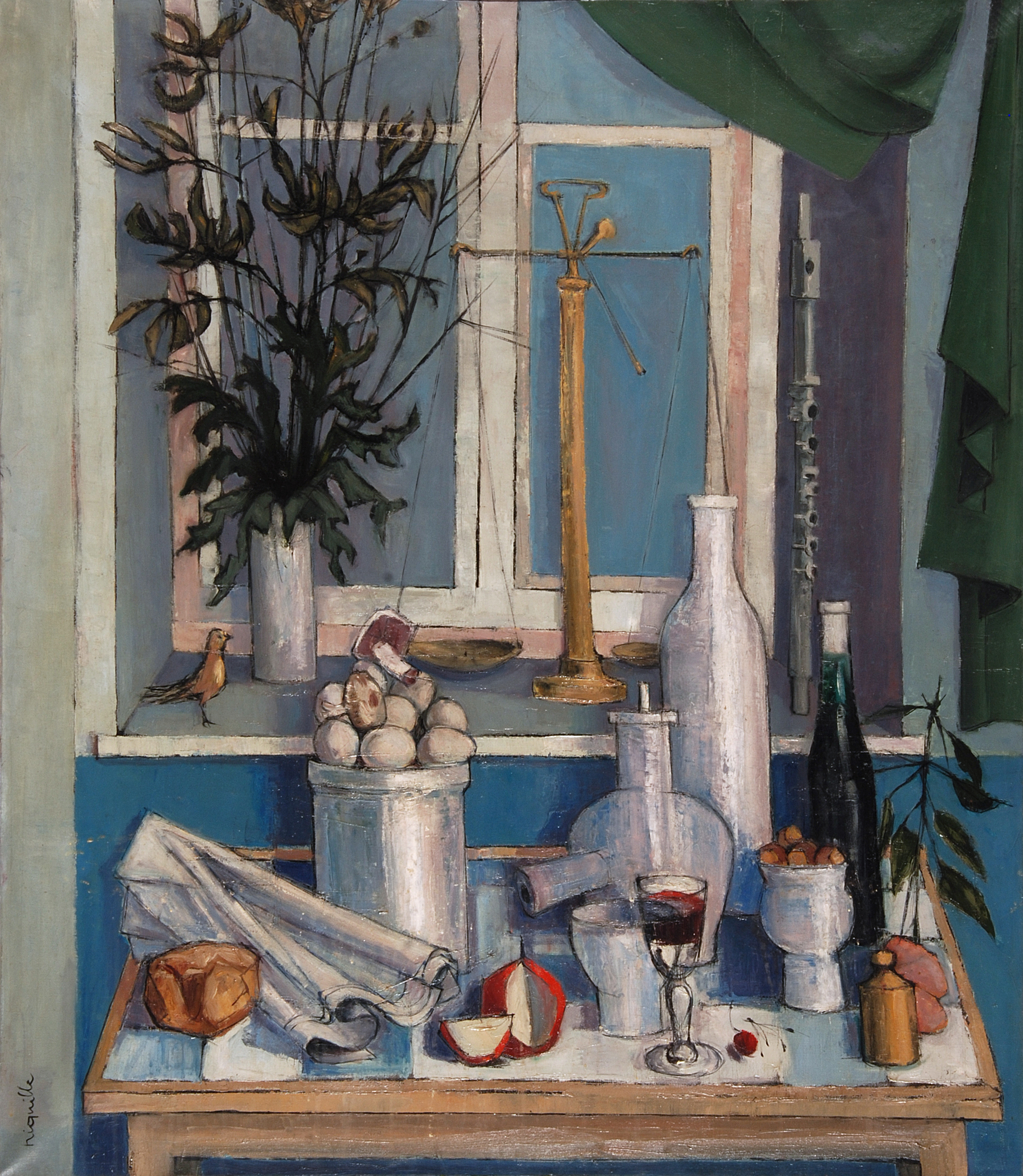
Nature morte à la balance, n.d.,

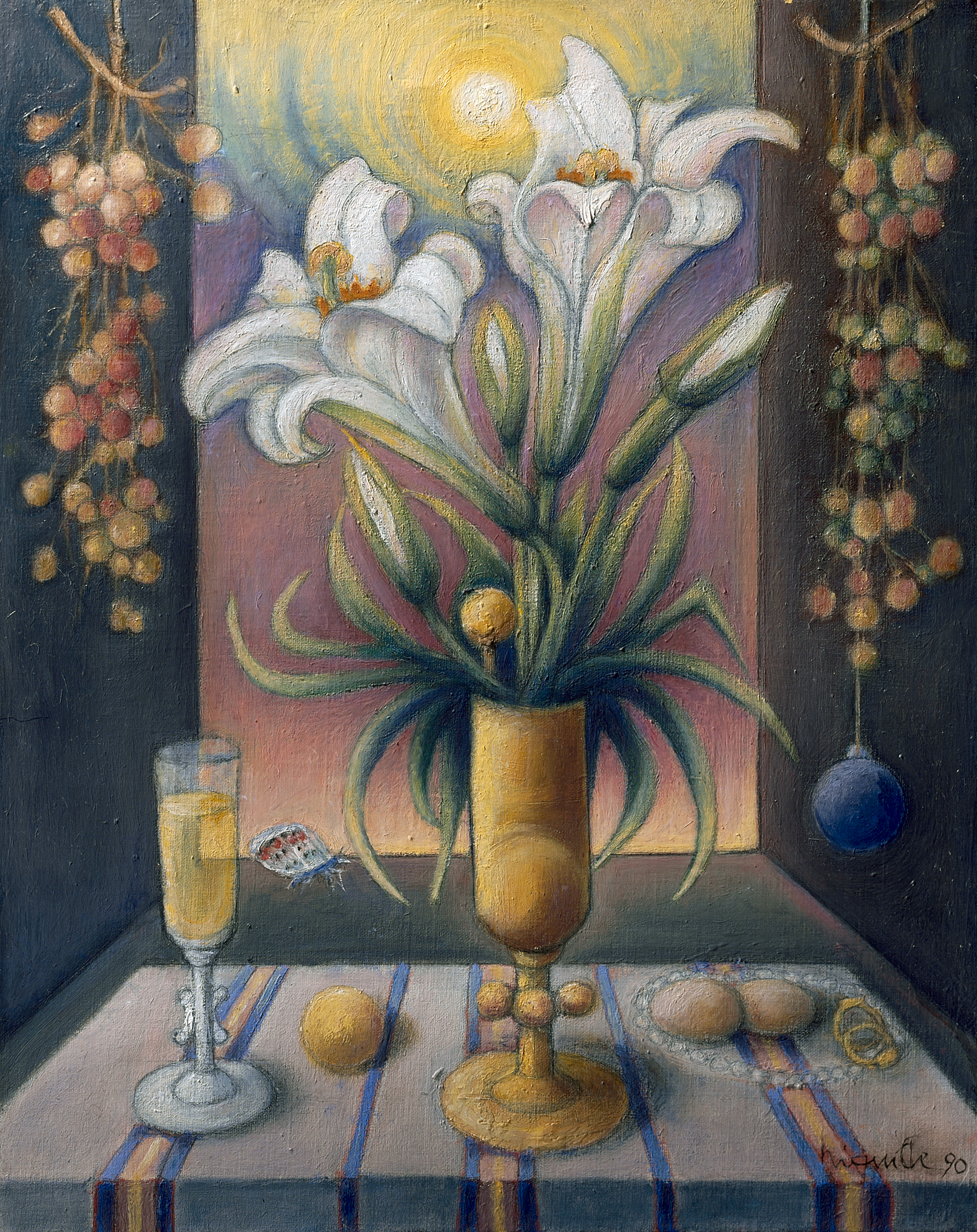
Le Grand Matin d'une fête claire, 1990,

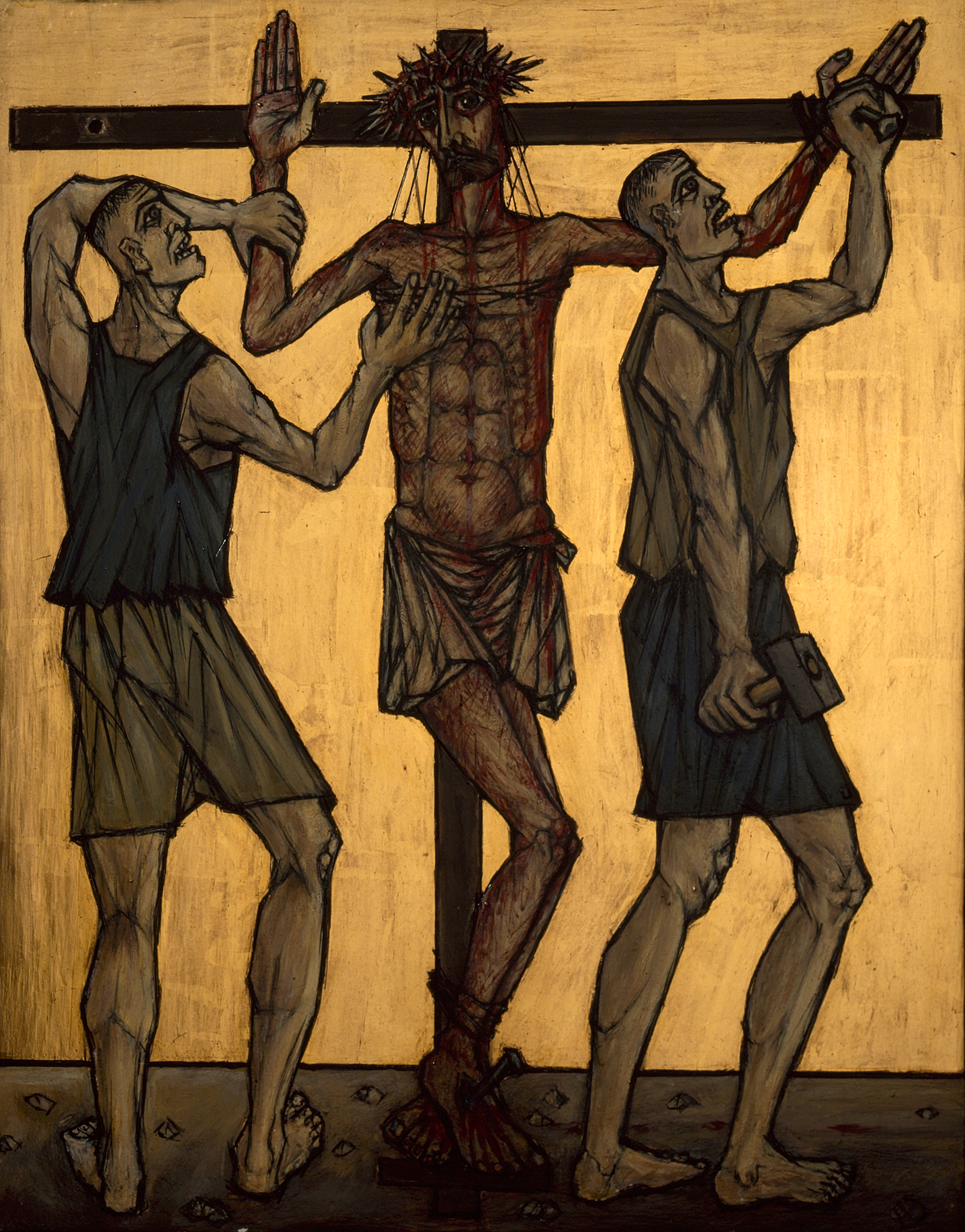
Chemin de croix du Christ-Roi, Station XXI, 1955, 46 x 36

À ces deux catégories s'ajoutent quelques portraits et autoportraits, ainsi qu'environ 75 natures mortes. Celles-ci ont un statut d'intermédiaires : à mi-chemin entre la peinture diurne et nocturne, le peintre cherchant à « insuffler dans ses natures mortes le mystère du sacré ». Admirateur de l'art du Moyen Âge et de la Renaissance, Armand Niquille utilise des techniques picturales anciennes. Il attache aussi une importance particulière au respect des lois de la composition, ainsi qu'à la rigoureuse organisation de l'espace par la traditionnelle mise au carré, méthode apprise au Technicum. Membre de la Société des peintres, sculpteurs et architectes suisses (SPSAS, l'actuelle Visarte) il participe régulièrement aux expositions collectives de ce groupe. Bien qu'éloignée des courants artistiques du XXe, sa création picturale témoigne d'une vraie modernité. Sa peinture reflète en effet les questionnements permanents de l'artiste sur le monde et sa vacuité, ainsi que les réponses qu'il y trouve par la mise en place de symboles, souvent en lien avec sa foi individuelle.

## Arts appliqués
- 1954 Chemin de croix de l'église de Nuvilly (canton de Fribourg en Suisse)
- 1955 Chemin de croix de l'église du Christ-Roi (canton de Fribourg en Suisse) à la demande de l'architecte Denis Honegger.
- 1966 Vitrail pour l'église de Sévaz (canton de Fribourg), deux vitraux pour la chapelle de l'école secondaire du Belluard (canton de Fribourg)
- 1948-1951 Divers décors de théâtre pour le Collège Saint-Michel

## Œuvre littéraire
- Armand Niquille : Le Veilleur de solitude, poèmes, Éditions de la Sarine, 1992.

## Expositions
- 2015 : Armand Niquille, de Fribourg à Charmey, Musée de Charmey
- 2012 : Armand Niquille, Espace du Rural, Givisiez
- 2006 : Armand Niquille, œuvres profanes, Château de Boccard, Givisiez
- 2006 : Œuvres religieuses, Chapelle de l’Hôpital des Bourgeois, Fribourg
- 2006 : Une œuvre, un destin, Bibliothèque cantonale et universitaire, Fribourg
- 1996 : Niquille. Réalités et images de la foi. Château de Gruyères
- 1992 : Niquille. Le centre et l'harmonie. Musée d'art et d'histoire de Fribourg
- 1989 : Armand Niquille. Images, actes de foi, symboles et réalités. Ancienne Douane (actuel musée Gutenberg), Fribourg
- 1981 : Exposition personnelle, Galerie de la Cathédrale, Fribourg
- 1976 : Niquille. Peinture nocturne. Musée d'art et d'histoire de Fribourg
- 1966 : Armand Niquille, Musée d'art et d'histoire de Fribourg
- 1947 : Armand Niquille, peintre, Antoine Claraz, sculpteur, Musée d'art et d'histoire (alors à l'Université Miséricorde), Fribourg

## Postérité

### Esplanade Armand-Niquille

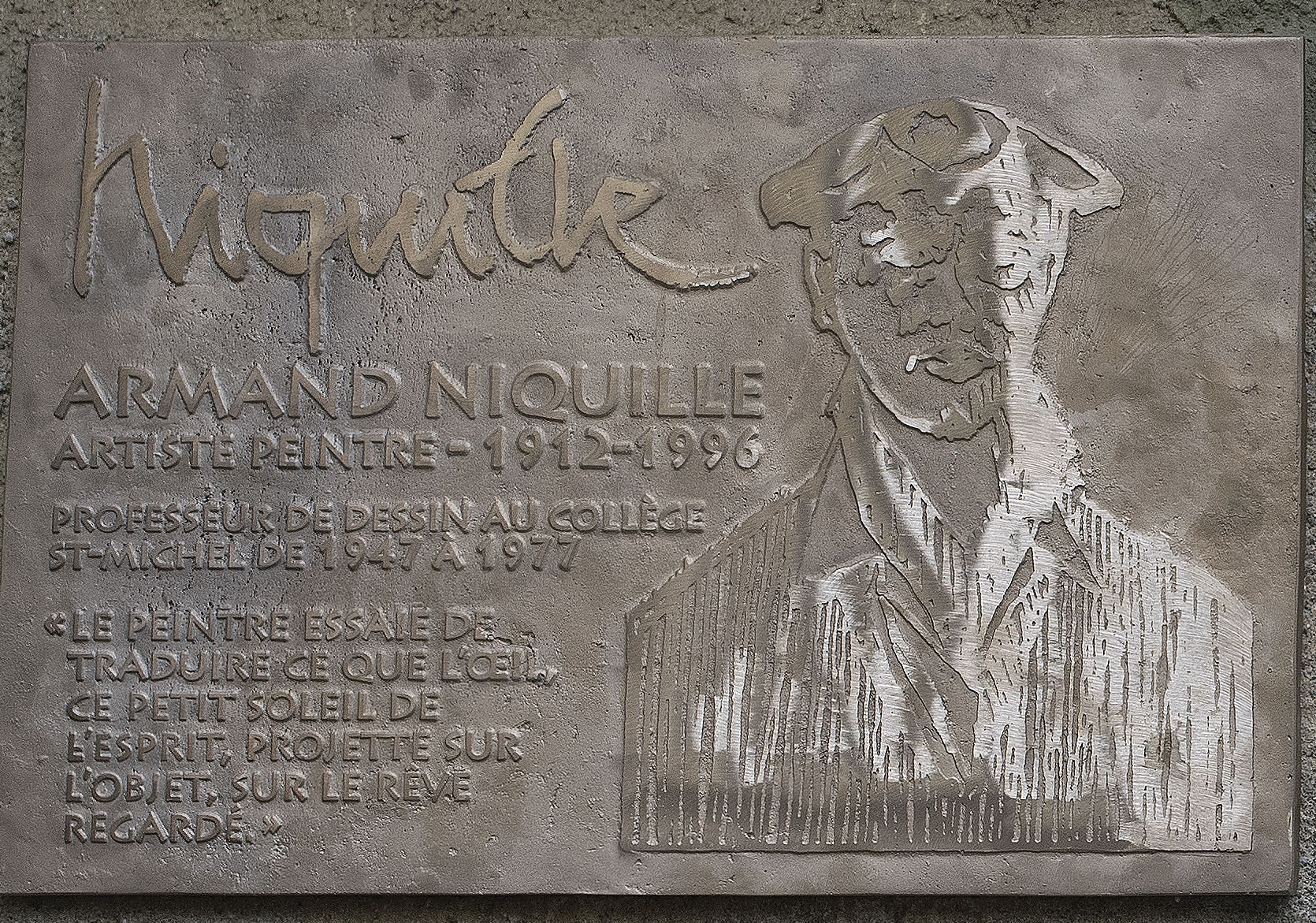
Plaque commémorative du peintre Armand Niquille, Esplanade Armand-Niquille à Fribourg

Le 24 septembre 2022, en présence des autorités de la Ville et de l'État de Fribourg, a été inaugurée l'Esplanade Armand-Niquille. Les nombreuses personnes présentes à cette manifestation ont découvert la plaque commémorative en bronze que la fondation a commandée à l'artiste peintre Marc Monteleone, admirateur et grand connaisseur de l'oeuvre de Niquille. Elle montre le portrait d'Armand Niquille, inspiré d'un de ses autoportraits peint en 1954, et une citation de l'artiste, tirée de son recueil "Le veilleur de solitude".  Une plaque nominative offerte par la Ville de Fribourg marque également l'emplacement de l'Esplanade Armand-Niquille, sur le muret surplombant le Bourg, au sommet des Escaliers du Collège et à côté de la cour d'honneur du collège Saint-Michel.

### Fonds d'archives
Ses archives sont conservées à la Bibliothèque cantonale et universitaire de Fribourg. 